# Grande mentira

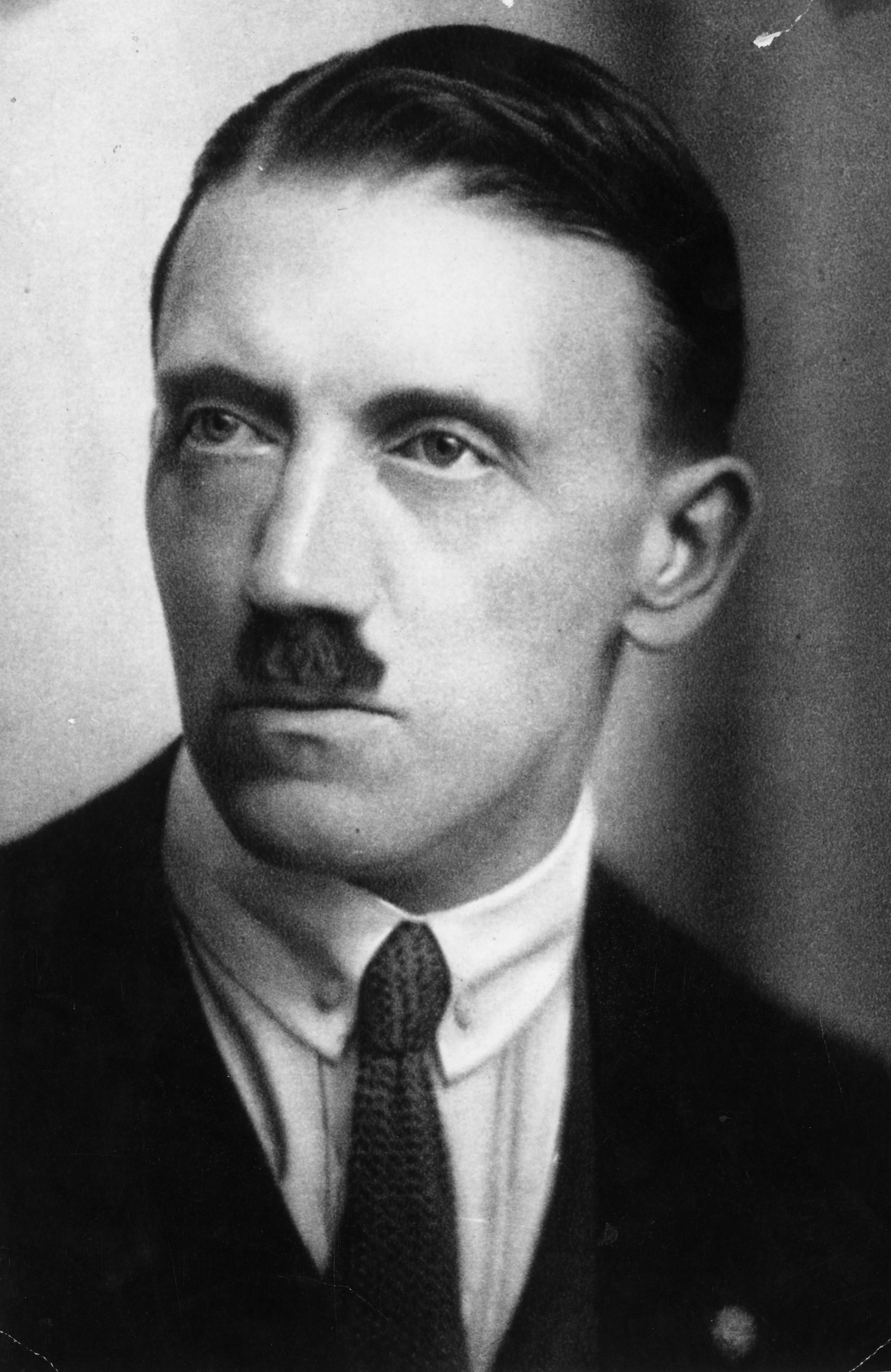
Adolf Hitler no início dos anos 1920, na época em que começou a escrever Mein Kampf (1925)

A grande mentira (do alemão, große Lüge) é uma distorção grosseira ou deturpação da verdade, usada especialmente como técnica de propaganda. A expressão alemã foi cunhada por Adolf Hitler, em seu livro Mein Kampf, de 1925, para descrever o uso de uma mentira tão colossal que ninguém acreditaria que alguém "pudesse ter o atrevimento de distorcer a verdade de forma tão infame". Hitler afirmou que a técnica foi usada por judeus para culpar o general alemão Erich Ludendorff, que foi um proeminente líder político nacionalista na República de Weimar, pela perda da Alemanha na Primeira Guerra Mundial. O historiador Jeffrey Herf diz que os nazistas usaram a ideia da grande mentira original para virar o sentimento contra os judeus e provocar o Holocausto.
Herf afirma que Joseph Goebbels e o Partido Nazista realmente usaram a técnica de propaganda da grande mentira que descreveram – e que a usaram para transformar o antissemitismo de longa data na Europa em assassinato em massa. Herf argumenta ainda que a grande mentira dos nazistas foi sua descrição da Alemanha como uma terra inocente sitiada contra os judeus internacionais, que os nazistas acusaram de ter iniciado a Primeira Guerra Mundial. A propaganda nazista alegou repetidamente que os judeus detinham o poder nos bastidores na Grã-Bretanha, Rússia e Estados Unidos. Espalhou alegações de que os judeus haviam começado uma guerra de extermínio contra a Alemanha e usou essas alegações para afirmar que a Alemanha tinha o direito de aniquilar os judeus como autodefesa.
No século XXI, o termo foi aplicado às tentativas de Donald Trump de contestar os resultados da eleição presidencial de 2020 nos Estados Unidos. A grande mentira neste caso é a falsa alegação de que a eleição foi roubada dele por meio de fraude eleitoral, e a escala dos proponentes da reivindicação culminou com a invação de apoiadores de Trump ao Capitólio dos Estados Unidos.

## Descrição de Hitler

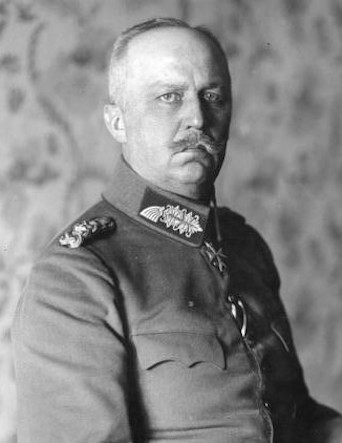
Hitler afirmou que os judeus espalharam a "grande mentira" de que o general Erich Ludendorff foi o responsável pela derrota da Alemanha na Primeira Guerra Mundial

A fonte da técnica da grande mentira é esta passagem, retirada do Capítulo 10 da tradução de Mein Kampf de James Murphy (a citação é um parágrafo na tradução de Murphy e no original alemão):
Mas coube aos judeus, com sua capacidade irrestrita de falsidade, e seus camaradas lutadores, os marxistas, imputar a responsabilidade pela queda precisamente ao homem que sozinho havia mostrado uma vontade e energia sobre-humanas em seu esforço para evitar a catástrofe que ele previu e para salvar a nação daquela hora de derrota completa e vergonha. Ao colocar a responsabilidade pela perda da guerra mundial sobre os ombros de Ludendorff, eles tiraram a arma do direito moral do único adversário perigoso o suficiente para ter sucesso em levar os traidores da Pátria à Justiça.
Tudo isso foi inspirado pelo princípio – o que é verdade em si mesmo  – de que na grande mentira sempre há uma certa força de credibilidade; porque as amplas massas de uma nação são sempre mais facilmente corrompidas nas camadas mais profundas de sua natureza emocional do que consciente ou voluntariamente; e assim, na simplicidade primitiva de suas mentes, eles caem mais facilmente vítimas da grande mentira do que da pequena mentira, visto que eles próprios freqüentemente contam pequenas mentiras em pequenas questões, mas teriam vergonha de recorrer a falsidades em grande escala.
Nunca entraria em suas cabeças fabricar inverdades colossais, e eles não acreditariam que outros pudessem ter o atrevimento de distorcer a verdade de forma tão infame. Mesmo que os fatos que provam isso possam ser trazidos claramente à sua mente, eles ainda duvidarão e vacilarão e continuarão a pensar que pode haver alguma outra explicação. Pois a mentira grosseiramente atrevida sempre deixa rastros, mesmo depois de ter sido pregada, um fato que é conhecido por todos os mentirosos experientes neste mundo e por todos os que conspiram juntos na arte de mentir.

— Adolf Hitler, Mein Kampf, vol. I, cap. X
O historiador da Guerra Fria Zachary Jonathan Jacobson descreve seu uso:
Adolf Hitler primeiro definiu a Grande Mentira como uma ferramenta desviante usada pelos judeus vienenses para desacreditar o comportamento dos alemães na Primeira Guerra Mundial. No entanto, de maneira tragicamente irônica, foi Hitler e seu regime nazista que realmente empregaram a estratégia mentirosa. Em um esforço para reescrever a história e culpar os judeus europeus pela derrota da Alemanha na Primeira Guerra Mundial, Hitler e seu ministro da propaganda os acusaram de lucrar com a guerra, associar-se com potências estrangeiras e "esquivar-se da guerra" (evitando o recrutamento). Os judeus, afirmou Hitler, eram o ponto fraco do estado de Weimer, que expôs a leal e verdadeira população alemã a um colapso catastrófico. Para vender esta narrativa, Joseph Goebbels insistiu que "toda propaganda eficaz deve ser limitada a alguns poucos pontos e deve ser repetida em slogans até que o último membro do público compreenda."

Em suma, o fascismo nazista dependia da criação de uma mentira simplificada e abrangente ... os nazistas construíram uma ideologia sobre uma ficção, a noção de que a derrota da Alemanha na Primeira Guerra Mundial poderia ser vingada (e revertida) purgando a população alemã dos supostamente responsáveis: os judeus.
Em 1943, o colaborador do The New York Times Edwin James afirmou que a maior mentira de Hitler foi sua afirmação revisionista de que a Alemanha não foi derrotada na guerra em 1918, mas sim traída por grupos internos. Esse mito da punhalada pelas costas foi espalhado por grupos de direita, incluindo os nazistas.

## Descrição de Goebbels

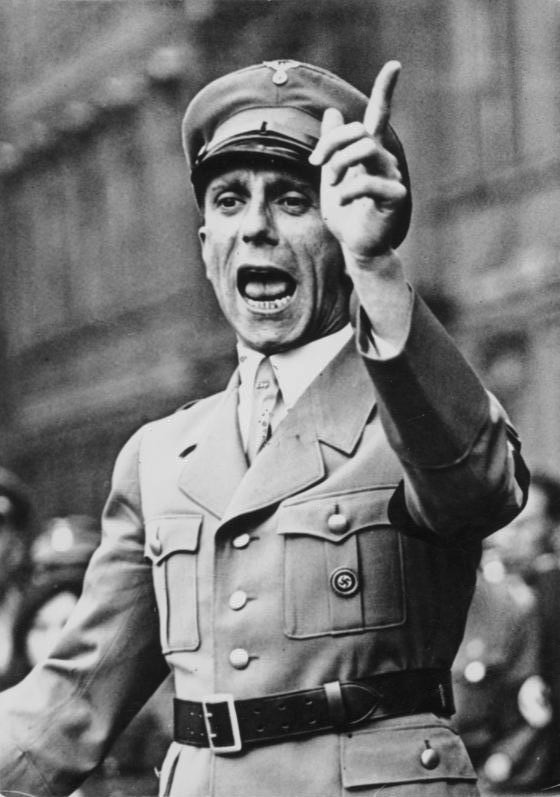
Joseph Goebbels, chefe do Ministério da Propaganda da Alemanha Nazista

Joseph Goebbels apresentou uma teoria que passou a ser mais comumente associada à expressão "grande mentira". Goebbels escreveu o seguinte parágrafo em um artigo datado de 12 de janeiro de 1941, dezesseis anos depois que Hitler usou a frase pela primeira vez. O artigo, intitulado "Aus Churchills Lügenfabrik" (em português: "Da Fábrica de Mentiras de Churchill") foi publicado em Die Zeit ohne Beispiel.
O segredo essencial da liderança inglesa não depende de uma inteligência particular. Em vez disso, depende de uma estupidez estúpida. Os ingleses seguem o princípio de que, quando se mente, deve-se mentir grande e seguir firme. Eles mantêm suas mentiras, mesmo correndo o risco de parecer ridículos.
A seguinte suposta citação de Joseph Goebbels foi repetida em vários livros e artigos e em milhares de páginas da web, mas nenhum deles citou uma fonte primária. De acordo com a pesquisa e o raciocínio de Randall Bytwerk, é algo improvável que Goebbels tenha dito.
Se você contar uma mentira grande o suficiente e continuar repetindo-a, as pessoas acabarão por acreditar nela. A mentira só pode ser mantida enquanto o Estado puder proteger o povo das consequências políticas, econômicas e/ou militares da mentira. Assim, torna-se de vital importância para o Estado usar todos os seus poderes para reprimir a dissidência, pois a verdade é o inimigo mortal da mentira e, portanto, por extensão, a verdade é o maior inimigo do Estado.

## Perfil psicológico de Hitler
O termo "grande mentira" também foi usada em um relatório preparado durante a guerra pelo Escritório de Serviços Estratégicos dos Estados Unidos ao descrever o perfil psicológico de Hitler:
Suas regras básicas eram: nunca permita que o público se acalme; nunca admita uma falha ou erro; nunca admita que pode haver algo de bom em seu inimigo; nunca deixe espaço para alternativas; nunca aceite a culpa; concentre-se em um inimigo de cada vez e culpe-o por tudo que dá errado; as pessoas acreditarão em uma grande mentira mais cedo do que em uma pequena; e se você repeti-lo com frequência, as pessoas mais cedo ou mais tarde acreditarão. (CIA)
A citação acima aparece no relatório A Psychological Analysis of Adolf Hitler: His Life and Legend (Uma Análise Psicológica de Adolf Hitler: Sua Vida e Lenda), de Walter C. Langer. Uma citação um tanto semelhante aparece na obra de 1943, Analysis of the Personality of Adolph Hitler: With Predictions of His Future Behaviour and Suggestions for Dealing with Him Now and After Germany's Surrender (Análise da Personalidade de Adolph Hitler: Com Previsões de seu Comportamento Futuro e Sugestões para Lidar com ele Agora e Depois da Rendição da Alemanha), de Henry A. Murray:
...nunca admita uma falha ou erro; nunca aceite a culpa; concentre-se em um inimigo de cada vez; culpe aquele inimigo por tudo que dá errado; aproveite todas as oportunidades para criar um turbilhão político.

## Donald Trump
Para apoiar suas tentativas de derrubar a eleição presidencial dos Estados Unidos em 2020, o presidente Donald Trump e seus aliados alegaram repetidamente e falsamente que houve uma fraude eleitoral em massa e que Trump foi o verdadeiro vencedor da eleição. Os senadores norte-americanos Josh Hawley e Ted Cruz posteriormente contestaram os resultados da eleição no Senado. Seu esforço foi caracterizado como "a grande mentira" pelo então presidente eleito Joe Biden: "Acho que o público americano tem uma visão muito boa e clara de quem eles são. Eles são parte da grande mentira, a grande mentira." Os senadores republicanos Mitt Romney e Pat Toomey, os estudiosos do fascismo Timothy Snyder e Ruth Ben-Ghiat, a especialista em assuntos russos Fiona Hill e outros também usaram o termo "grande mentira" para se referir às falsas alegações de Trump sobre fraude eleitoral maciça. Em maio de 2021, muitos republicanos passaram a abraçar a falsa narrativa e usá-la como justificativa para impor novas restrições ao voto, enquanto os republicanos que se opunham à narrativa enfrentaram reações adversas.
A Dominion Voting Systems, que forneceu urnas eletrônicas a muitos estados norte-americanos na eleição de 2020, está pedindo US$ 1,3 bilhão em danos ao advogado de Trump, Rudolph Giuliani. No processo, a Dominion alega que "ele e seus aliados fabricaram e disseminaram a 'Grande Mentira', que previsivelmente se tornou viral e enganou milhões de pessoas fazendo-os acreditar que a Dominion havia roubado seus votos."
No início de 2021, o The New York Times examinou a promoção de Trump da "grande mentira" para fins políticos para subverter as eleições de 2020 e concluiu que a mentira encorajou a invasão de apoiadores de Trump ao Capitólio dos Estados Unidos. A invasão foi usada em um pedido para um segundo processo de impeachment contra Trump. Durante o segundo julgamento de impeachment de Trump, os congressistas Jamie Raskin, Joe Neguse, Joaquin Castro, Stacey Plaskett e Madeleine Dean usaram o termo "grande mentira" repetidamente para se referir à noção de que a eleição foi roubada, com um total de 16 menções na apresentação inicial sozinho. A frase, que antecedeu e incluiu o período eleitoral, formou a primeira seção da parte da "provocação" do argumento.
No início de 2021, vários republicanos proeminentes tentaram se apropriar do termo "grande mentira", alegando que se referia a outras questões. Trump afirmou que o termo se refere às "Eleições Presidenciais Fraudulentas de 2020". Mitch McConnell e Newt Gingrich disseram que "a grande mentira" é a oposição aos novos requisitos restritivos de identificação do eleitor.